# Lodewijk I van Thüringen
Lodewijk I van Thüringen (overleden op 12 januari 1140) was van 1123 tot 1140 de heerser van Thüringen.

## Levensloop
Hij was de zoon van graaf Lodewijk de Springer van Thüringen en Adelheid van Stade. In 1123 volgde hij zijn overleden vader op als graaf van Thüringen. In 1131 werd hij door Heilig Rooms keizer Lotharius III benoemd tot landgraaf van Thüringen, nadat het gebied territoriaal was uitgebreid.
In 1110 huwde Lodewijk met Hedwig van Gudensberg, een dochter van graaf Giso IV van Gudensberg. Hedwig erfde na de dood van haar vader in 1122 Hessen, dat door haar man beheerd werd en leidde tot een personele unie tussen Thüringen en Hessen. Vanaf 1137 mocht Lodewijk zich ook landgraaf van Hessen-Gudensberg noemen.
Door zijn goede relatie met keizer Lotharius III, steeg Lodewijk tot de rang van prins. Na de dood van Lotharius in 1137 koos hij ervoor om de Hohenstaufen te steunen in hun strijd om de macht van het Heilig Roomse Rijk tegen het huis Welf. In januari 1140 stierf Lodewijk. Hij werd begraven in de abdij van Reinhardsbrunn.
Lodewijk had met Hedwig van Gudensberg minstens twee kinderen:
- Lodewijk II (1128 - 1172), landgraaf van Thüringen.
- Hendrik Raspe II (1130 - circa 1155), graaf van Gudensberg.
- Judith (1135 - circa 1210), gehuwd met Wladislaus II van Bohemen.